# オンエアー・ツー・オンライン・ツー・オフライン
オンエアー・ツー・オンライン・ツー・オフラインとは、テレビなどの放送を起点にしスマートフォンなどのインターネット接続されたオンライン状態から店舗などのオフラインへ消費者を呼び込む施策。O2O2O、Onair2O to O、Air2On2Offなどと略される。

## 概要
放送番組への参加や視聴、テレビCMと取得した割引クーポンを提供したりすることにより、店舗への来店を促したりすることなどが例として挙げられる。